# Rosenkranz-Basilika (Maracaibo)

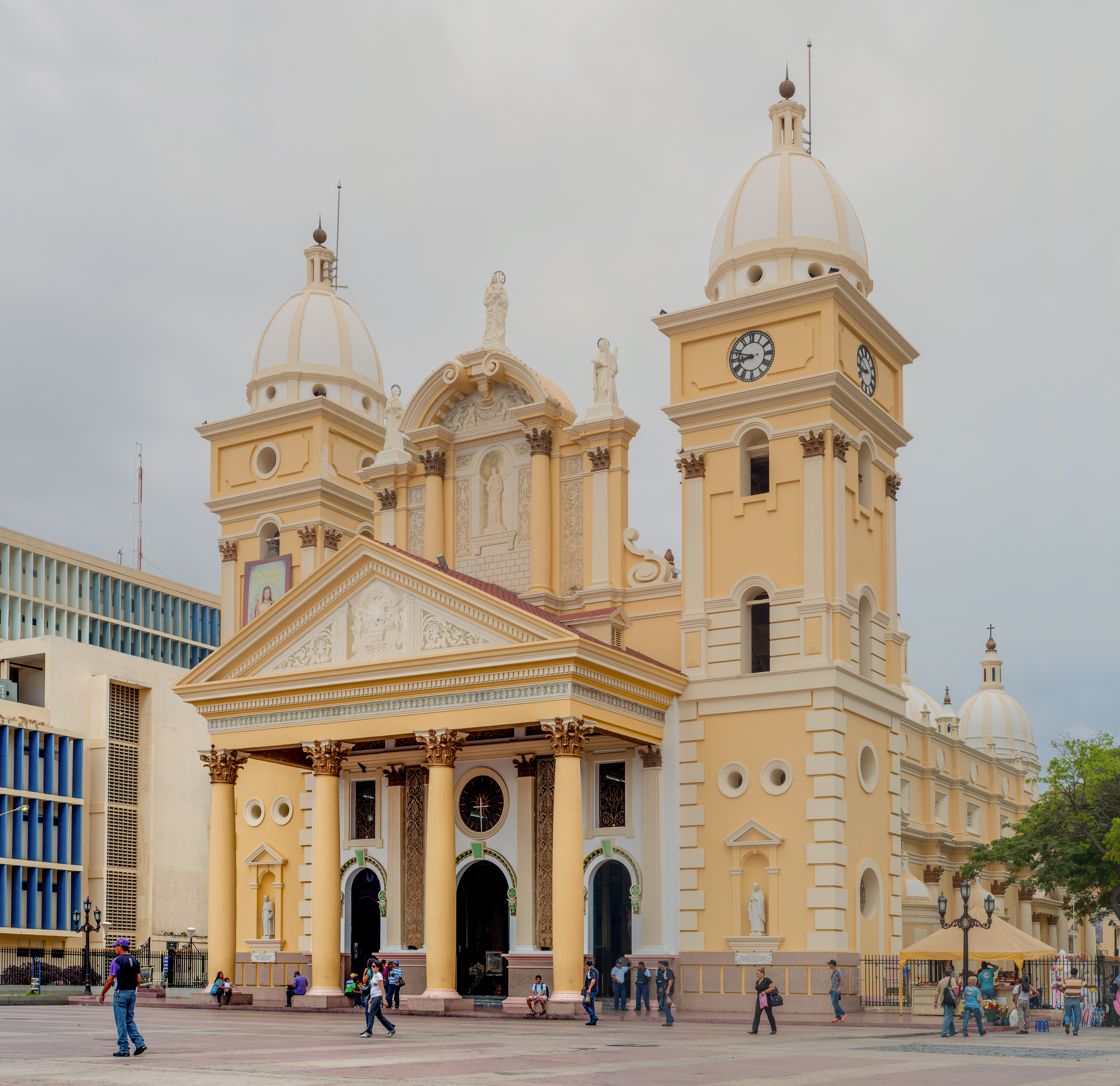
Basilika

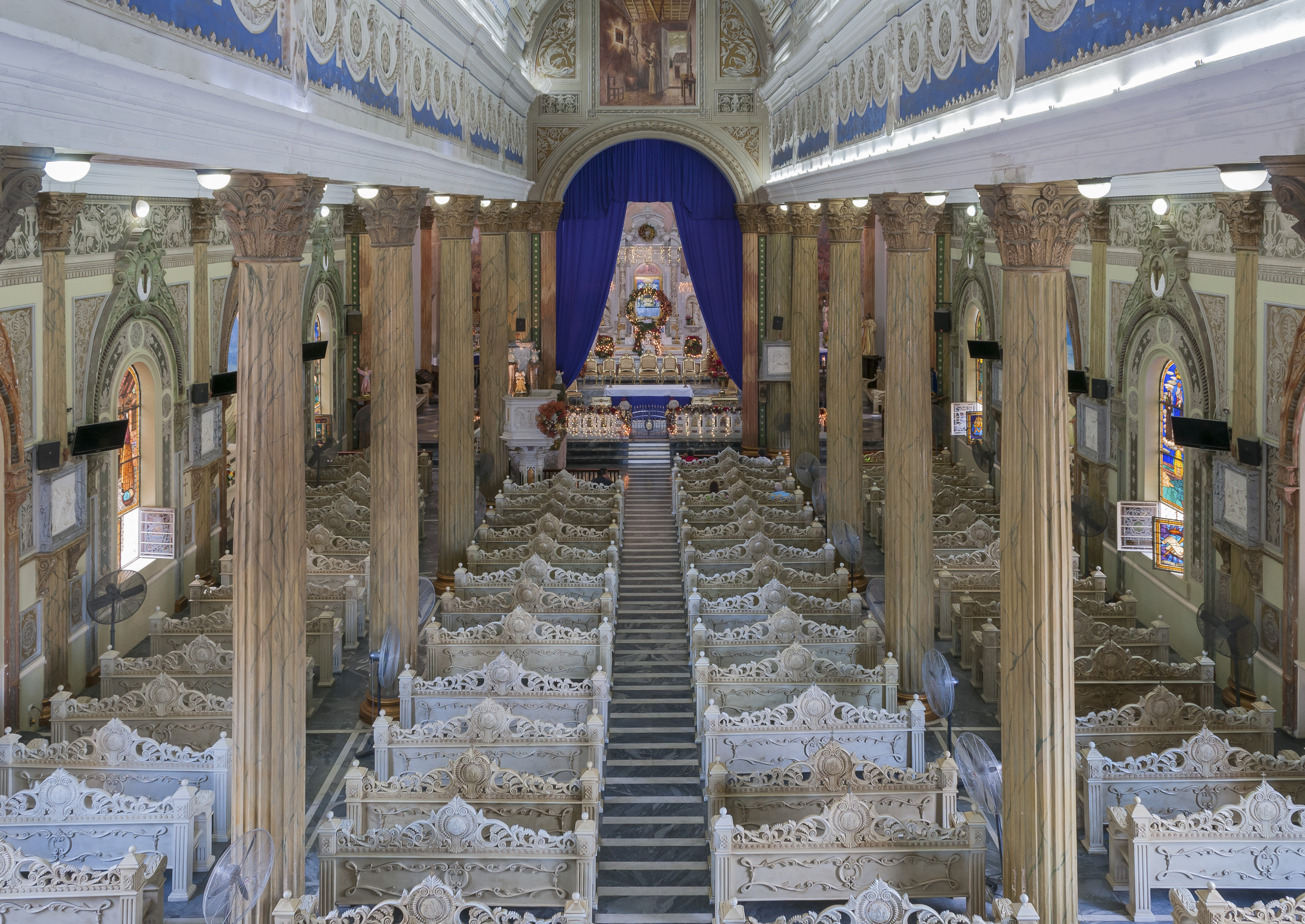
Innenraum der Basilika

Die Basilika Unserer Lieben Frau vom Rosenkranz von Chiquinquirá (spanisch Basílica de Nuestra Señora del Rosario de Chiquinquirá) ist eine römisch-katholische Kirche in Maracaibo im Bundesstaat Zulia, Venezuela. Die auch als La Chinita bekannte Kirche im Erzbistum Maracaibo ist unter dem Patrozinium Unserer Lieben Frau vom Rosenkranz der Jungfrau von Chiquinquirá als Patronin des Staates Zulia gewidmet und trägt den Titel einer Basilica minor.

## Geschichte
Auf Initiative von Kapitän Juan de las Nieves Andrade wurde 1686 in Maracaibo eine Einsiedelei als Lehmhütte errichtet, die Johannes von Gott gewidmet wurde. 1709 entdeckte eine Wäscherin bei einer Marienerscheinung das Bild der Jungfrau des Rosenkranzes von Chiquinquirá, eine Kopie aus der Rosenkranz-Basilika von Chiquinquirá in Kolumbien. Bei der Überführung in die Kathedrale wurde das Bild vorzeitig in die Einsiedelei gebracht. 1724 wurde anstelle des Lehmbaus mit dem Bau einer größeren Kirche begonnen, die 1732 geweiht wurde. 1770 wurde ein Kirchturm angefügt. Es folgten verschiedene Umbauten und 1806 die Gründung der Pfarrei. 1858 gestaltete José de Jesús Romero die Kirche um, die in die Pfarrei Unserer Lieben Frau von Chiquinquirá und St. Johannes von Gott umbenannt wurde.
Im Jahr 1920 wurde die Kirche von Papst Benedikt XV. zur Basilica minor erhoben, welche danach architektonisch weiter umgestaltet wurde. Das Marienbild der Jungfrau von Chiquinquirá wurde 1942 gekrönt, die Goldkrone hat ein Gewicht von 10 Kilogramm.
Die dreischiffige Basilika hat eine Doppelturmfassade mit einem hohen Giebel und einem vorgesetzten Portikus. Der Hochaltar steht im Chor, zahlreiche Nischen sind verschiedenen Heiligenfiguren ausgestattet. 2004 wurde vor der Basilika ein Denkmal für die Chinita eingeweiht, das Werk wurde vom Architekten Ali Namazi entworfen und ausgeführt und im Auftrag von Manuel Rosales, des Gouverneurs von Zulia, erbaut.